# Estádio de Gaziantepe
O Estádio de Gaziantepe (em turco, Gaziantep Stadyumu) é um moderno estádio de futebol recém-construído na cidade de Gaziantep, na Turquia, inaugurado oficialmente em 15 de janeiro de 2017. Possui capacidade para receber até 35 574 espectadores, substituindo o antigo Gaziantep Kamil Ocak Stadı que tinha capacidade para receber até 16 981 espectadores.
Foi a última casa do Gaziantepspor, tradicional clube local que encerrou suas atividades em 2020. A partir dessa data, tornou-se exclusivamente o local em que o Gaziantep manda suas partidas oficias das competições nacionais e continentais que disputa.

## Histórico
Antes da construção do estádio, a região norte da periferia de Gaziantepe era uma área predominantemente rural com a presença de grandes fazendas em seu entorno. Entretanto, desde essa época já apresentava uma infraestrutura satisfatória composta por rodovias e estações ferroviárias interconectadas entre si, apresentando um grande potencial para a atração de investimentos de grande porte. Com o ambicioso projeto levado a cabo pelo Ministério dos Esportes da Turquia em construir e remodelar estádios de futebol de modo a tornar a Turquia um país apto a receber eventos esportivos de grande porte em escala global, como a Copa do Mundo da FIFA e os Jogos Olímpicos de Verão, não houve surpresa por parte da população local quanto à escolha da região para abrigar uma moderna arena multiuso.

## Construção
Projetado em 2012 pela equipe de arquitetos da Bahadir Kul Architects, teve suas obras iniciadas em 24 de agosto de 2013 após a seleção da May and Egemen Inşaat como a empreiteira responsável pela construção do novo estádio. Pelo planeamento inicial, a data de conclusão estava prevista para meados de 2015, entretanto ao fim deste prazo, apesar de todas as alas norte, sul, leste e oeste terem sido erguidas enquanto partes de uma estrutura monolítica maciça inteiramente coberta, ainda faltavam as etapas de instalação das redes de água, esgoto, energia elétrica e fibra óptica, bem como a colocação do mobiliário em todos os setores do novo estádio.
Com a conclusão destas duas etapas tendo ocorrido por completo somente no fim de 2016, a data de inauguração ficou marcada para 15 de janeiro de 2017 em um confronto válido pela Süper Lig de 2016–17 entre o Gaziantepspor e o Antalyaspor, no qual o clube visitante saiu vencedor por 0–3.

## Infraestrutura
O estádio está construído sobre uma área de 158.000 m² cercado por um estacionamento aberto com capacidade para abrigar até 1.363 veículos. Os estandes de dois andares foram criados graças ao trabalho de 36.000 operários. Com capacidade oficial para receber 35 574 espectadores, existe a possibilidade de colocação de arquibancadas retráteis que podem expandir esta capacidade para até 42,000 espectadores.
Utilizando apenas elementos simples, baratos e já conhecidos, os arquitetos envolvidos no projeto conseguiram criar um projeto original. O estádio foi coberto com tiras de membrana e depois com um esqueleto geométrico coberto por painéis compostos. De cor preta e vermelha, representam as cores dos clubes locais, permitindo ao mesmo tempo que o estádio mude de cor à medida que o espectador passa. 